# Longicyatholaimus longicaudatus
Longicyatholaimus longicaudatus är en rundmaskart som beskrevs av De Man 1876. Longicyatholaimus longicaudatus ingår i släktet Longicyatholaimus och familjen Cyatholaimidae. Arten är reproducerande i Sverige. Inga underarter finns listade i Catalogue of Life.